# Principato di Monaco nella seconda guerra mondiale
Monaco era uno stato neutrale allo scoppio della seconda guerra mondiale. Il principe Luigi II, che combatté come capitano nell'esercito francese durante la prima guerra mondiale e a cui l'esercito accordò il ruolo di generale di divisione nel 1939, si avvicinò alla Francia di Vichy, temendo un'occupazione italiana. Nonostante la neutralità il principato intrattenne rapporti finanziari con il Terzo Reich dagli anni '30 e ciò continuò durante la guerra.
In seguito allo sbarco alleato in Nordafrica e all'annessione della zona libera della Francia da parte delle forze dell'Asse, Monaco venne occupata dagli italiani nel novembre del 1942 e poi dai tedeschi nel settembre del 1943, dopo la capitolazione italiana. Il principato fu liberato dalle truppe americane e dai Maquis francesi all'inizio del mese di settembre del 1944.

## Collaborazione
L'arrivo delle truppe italiane nel giugno 1940 inquietò il principe Luigi II in quanto temette una destituzione. Scelse di avvicinarsi così al governo di Vichy in funzione anti-italiana. È a Pierre Laval e al maresciallo Philippe Pétain che chiese, con successo, assistenza. Il governo monegasco approvò le medesimi leggi del governo collaborazionista francese per quanto riguarda gli ebrei. Malgrado il sogno italiano di riprendersi l'antica contea di Nizza, la zona di occupazione italiana si fermò a Mentone, poco prima di Monaco.
Il principato di Monaco esercitò nei confronti del Terzo Reich quella che più tardi sarà definita come una strana neutralità. I legami finanziari coi nazisti esistevano dal 1936, quando il ministro delle finanze tedesco Hjalmar Schacht fece visita al principe per rimettere in piedi l'industria economica tedesca grazie alle banche tedesche. L'interesse ad avere legami finanziari era reciproco. La prosperità e indipendenza del Principato ne risultò rinvigorita. Il Terzo Reich diversificò così le sue fonti di approvvigionamento finanziario. Attraverso i canali svizzero e monegasco la Germania nazista riesce ad aggirare l'embargo alleato. Il 25 luglio 1943 il principe diede un banchetto in onore del console tedesco e nominò Bernhard Bodenstein, un dottore iscritto al partito nazista, console monegasco a Berlino.
In seguito all'occupazione del Nordafrica tedeschi e italiani invasero il principato mentre invasero la zona libera. Gli italiani invasero Monaco con Nizza, la maggior parte della Provenza e il Delfinato. Dopo l'8 settembre 1943, in seguito alla diffusione dell'armistizio tra alleati e il Regno d'Italia, i tedeschi presero possesso della zona d'occupazione italiana tra cui Monaco. I tedeschi acquistarono delle azioni della "Société des bains de mer" (SBM).

## Propaganda
Radio Monte-Carlo (RMC) fu lanciata il 1º luglio 1943. Maurice Chevalier inaugura la radio «al servizio di un'Europa nuova» sotto il controllo del ministero degli affari esteri tedesco. La Germania sfruttò questo alleato stabilendo sul territorio monegasco la sua seconda stazione radio di propaganda dopo Radio Parigi.
In questo periodo il capitano Jean Ardant, padre dell'attrice Fanny Ardant, precettore di Ranieri III, lascia palazzo scoraggiato da flussi di denaro e intrighi politici come scriss il console francese dell'epoca.

## Flussi di denaro
Dopo l'inizio della guerra, decine di società tedesche si sono stabilite qui, e i finanziamenti nazisti sono affluiti nel principato. Dopo un periodo di crisi che continua dalla fine del monopolio sui giochi d'azzardo del 1933, il principato ritrovò un certo grado di prosperità.
Nel marzo 1942 il dottor Schaefer, presidente del servizio di controllo della Banca di Francia, ricevette un'accoglienza degna di un principe in seguito alla paventata decisione di installare una filiale della Reichsbank o della Deutsche Bank a Monaco. Da allora Monaco diventa un centro di tutti i traffici, dei mercati neri e del riciclaggio di denaro non solo a fini di evasione fiscale.
L'affarista Michel Szkolnikoff, che fece una vera e propria fortuna commerciando in armi con la Wehrmacht e le SS, comprando 7 hotel tra cui il Windsor e il Louvre e molti immobili e ville diventando il primo proprietario immobiliare del Principato. Muoverà anche molti fondi occulti tramite diverse società monegasche. Durante la seconda guerra mondiale i tedeschi commerciano con la Francia di Vichy avvalendosi dell'intermediazione finanziaria del Principato, a tal punto che nel 1945 in seguito ai sequestri di beni tedeschi si scopre nel principato una cifra equivalente a 500 milioni di franchi svizzeri (300 milioni di euro), un importo equivalente a quello sequestrato nell'intera Francia.

## Liberazione
Monaco è stata liberata il 3 settembre 1944 dagli americani e dai Maquis dopo qualche giorno di scontri coi tedeschi e di colpi di cannone della Marina sulle alture di Beausoleil, La Turbie e Fort d'Angel.
Alla liberazione l'epurazione sarà implacabile come racconta Raymond Aubrac, commissario della repubblica per il sud est. Luigi II temette di essere deposto in favore del figlio. Nel 1944 le forze partigiane che seguono gli alleati, e che liberarono il principato il 6 settembre dello stesso anno, consigliano a Raymond Aubrac di annettere il principato alla Francia. Charles de Gaulle rifiuta ma mette in chiaro che se l'annessione avesse avuto luogo lui doveva esserne informato.
Il ministro dello Stato, carica equivalente al capo di governo, Èmile Roblot, il cui ruolo fu giudicato poco chiaro durante l'occupazione, dovette lasciare le sue funzioni qualche settimana dopo la liberazione.
Il 28 settembre 1944 il principe ereditario entrò a far parte delle truppe coloniali francesi in Algeria e prese parte alle operazioni per la liberazione dell'Alsazia. È stato decorato con la croce di guerra e la Bronze Star Medal americana. Nel 1947 fu nominato cavaliere della legion d'onore.